# Katholischer Medienpreis
Der Katholische Medienpreis ist ein Journalistenpreis, der seit 2003 jährlich von der Deutschen Bischofskonferenz vergeben wird.

## Hintergrund
Der Förderpreis wird an junge Journalisten für Beiträge vergeben, die nach Ansicht der achtköpfigen Jury geeignet sind, christliche Werte zu fördern, insbesondere auch das Zusammenleben unterschiedlicher Gemeinschaften.
Bis einschließlich 2020 wurde der Preis jährlich jeweils in den beiden Kategorien „Elektronische Medien“ und „Printmedien“ vergeben. 2021 wurde die Kategorie „Elektronische Medien“ in die neuen Kategorien „Fernsehen“ (= Hauptpreis) und „Radio“ aufgespalten und eine weitere Kategorie „Internet“ eingeführt. Der Preis ist insgesamt 12.000 Euro dotiert, die auf den Hauptpreis (5000 Euro) und die weiteren Preise verteilt werden (Stand 2024). Zusätzlich wird ggf. ein Sonderpreis der Jury vergeben.
Die Vergabe erfolgt durch die Deutsche Bischofskonferenz in Zusammenarbeit mit der Gesellschaft Katholischer Publizistinnen und Publizisten Deutschlands und dem Katholischen Medienverband.
Der Preis ist Nachfolger des seit 1974 vergebenen Katholischen Journalistenpreises.

## Preisträger
2003
- Elektronische Medien: Karla Krause für Liebe, die um Abschied weiß. Vom Leben mit Alzheimer. DeutschlandRadio Berlin, 14. Mai 2003.
- Printmedien: Regina Buckreus und Gert Krautbauer für Gregoire's Liste. Jugendzeitschrift x-mag, Oktober 2002.

2004
- Elektronische Medien: Tina Soliman und Torsten Lapp für Grausames Glück, wenn Geburt und Tod aufeinander treffen. ZDF, 18. November 2003.
- Printmedien: Ariel Hauptmeier für Wir müssen draußen bleiben. Süddeutsche Zeitung, 29. April 2004.

2005
- Elektronische Medien: Max Kronawitter für Streit mit Gott – Ein Pfarrer im Rollstuhl. Bayerischer Rundfunk, 30. Juni 2004.
- Printmedien: Wolfgang Uchatius für Das globalisierte Dienstmädchen. Die Zeit, 19. August 2004.

2006
- Elektronische Medien: Cornelia Klaila und Tilmann Kleinjung für Niemand hat mir gesagt, dass es so weh tut – Weiterleben nach dem Tsunami. Bayern2Radio, 26. Dezember 2005.
- Printmedien: Mario Kaiser für Die Kunst der Sozialklempner. Der Spiegel, 29. August 2005.

2007
- Elektronische Medien: Angela Graas für Von wegen ewiger Ruhe. Geschichten auf dem Münchner Ostfriedhof. Bayerisches Fernsehen, 1. November 2006.
- Printmedien: Bastian Obermayer für Spiel mir das Lied vom Tod. Süddeutsche Zeitung, 3. November 2006.

2008
- Elektronische Medien: Benedikt Fischer für Meine Eltern. Fernsehdokumentation, Hessischer Rundfunk, 8. Dezember 2007.
- Printmedien: Ilka Piepgras für Meine Freundin, die Nonne. ZEIT-Magazin, 3. April 2008.

2009
- Elektronische Medien: Bert Strebe für Das Fenster zum Himmel war offen. NDR, 1. Januar 2009.
- Printmedien: Michael Ohnewald für Die Frau aus der Cafeteria. Stuttgarter Zeitung, 6. Juni 2008.

2010
- Elektronische Medien: Sven Kuntze, Gesine Enwaldt, Ravi Karmalker und Steph Ketelhut für Gut sein auf Probe – Ein Egoist engagiert sich. WDR/Fernsehen, 11. Mai 2009.
- Printmedien: Henning Sußebach für Die Opokus von nebenan. Die Zeit, 7. Mai 2009.

2011
- Elektronische Medien: Irene Klünder für Die Witwe und der Mörder. ARD-Reihe Gott und die Welt, 3. April 2011.
- Printmedien: Angela Wittmann für Engelchen, flieg! Brigitte, 1. Dezember 2010.

2012
- Elektronische Medien: Carsten Rau und Hauke Wendler für WADIM. Dokumentarfilm, NDR, 13. Dezember 2011.
- Printmedien: Wolfgang Bauer für Endstation Dadaab. NIDO, 7. Dezember 2011.

2013
- Elektronische Medien: Heidi Specogna für Carte Blanche. ARTE, 5. Februar 2013.
- Printmedien: Lara Katharina Fritzsche für Das Leben nach dem Tod in Utøya. ZEIT-Magazin, 12. Juli 2012.

2014
- Elektronische Medien: Marc Wiese für Camp 14 – Total Control Zone. ARTE, 5. März 2014.
- Printmedien: Raoul Löbbert für Die Gnadenabteilung, DIE ZEIT, 8. August 2013.

2015
- Elektronische Medien: Natalie Amiri und Ellen Trapp für Tod vor Lampedusa. ARD, 6. Oktober 2014.
- Printmedien: Nataly Bleuel für Herzenssache. ZEIT-Magazin, 15. Mai 2014.

2016
- Elektronische Medien: Christian Wölfel für Kirchenasyl und dann? Bayerischer Rundfunk, 13. Januar 2016.
- Printmedien: Redaktionsteam der Schwäbischen Zeitung unter der Leitung von Hendrik Groth für Menschenwürdig leben bis zuletzt. Schwäbische Zeitung, Artikelserie im Zeitraum im November und Dezember 2015.

2017
- Elektronische Medien: Jeanne Turczynski für Risiko Spätabbruch. Bayerischer Rundfunk, 22. Juni 2016.
- Printmedien: Claas Relotius für Königskinder. Der Spiegel, 9. Juli 2016.[3] (2018 von der Deutschen Bischofskonferenz aberkannt.)[4]
- Sonderpreis: Christina Fee Moebus für Der Gespenster-Schiff-Prozess. Crossmedia-Serie des Nordwestradios im September 2016 im Internet.

2018
- Elektronische Medien: Feras Fayyad und Gudrun Hanke-El Ghormi für Die letzten Männer von Aleppo. Arte/ARD, 6. Juni 2017 bzw. 2. August 2017.
- Printmedien: Johannes Böhme für Sorgenkinder, Süddeutsche Zeitung Magazin, 6. Juli 2017.
- Sonderpreis: Katja Grundmann und Anna Sprockhoff für Aufwachsen als Flüchtlingskind – Ein Jahr danach, Landeszeitung für die Lüneburger Heide, 15. bis 22. Oktober 2017.

2019
- Elektronische Medien: Hans Block und Moritz Riesewieck für den Film „The Cleaners“, ARTE, 23. August 2018 sowie im Kino.
- Printmedien: Veronika Wulf für Der fremde Sohn, taz, 16. Juni 2018.
- Sonderpreis: Heribert Prantl für seine Artikel zu den Hochfesten der Kirche.

2020
- Elektronische Medien: Nanfu Wang und Jialing Zhang für den Film Land der Einzelkinder, ARTE, 22. Oktober 2019.
- Printmedien: Amrai Coen und Malte Henk für Wenn sie euch nicht in den Jemen lassen, berichtet trotzdem!, Die Zeit, 22. August 2019.
- Sonderpreis: Veronika Wawatschek für ihren bei Bayern 2-Radio Revue ausgestrahlten Beitrag Kirche, was tust Du? 10 Jahre Missbrauchsskandal und kein Ende, 3. Januar 2020.

2021
- Fernsehen (Hauptpreis): Carl Gierstorfer und Mareike Müller für die Doku-Serie Charité Intensiv: Station 43, ARD Mediathek, 31. März 2021.
- Radio: Sebastian Friedrich für Der letzte Tag: Das Attentat von Hanau, ausgestrahlt in Deutschlandfunk Kultur, WDR 5 und NDR Info, 16. Februar 2021.
- Printmedien: Amonte Schröder-Jürss für Alle für einen, Süddeutsche Zeitung Magazin, 15. Januar 2021.
- Sonderpreis (undotiert): Christiane Lutz für ihren Beitrag Wer’s glaubt, Süddeutsche Zeitung Magazin, 1. April 2021.

2022
- Fernsehen (Hauptpreis): Hajo Seppelt, Katharina Kühn, Marc Rosenthal und Peter Wozny für die Dokumentation Wie Gott uns schuf – Coming-out in der Katholischen Kirche (beauftragt von rbb/SWR/NDR, ausgestrahlt in der ARD am 24. Januar 2022).
- Radio: Britta Rotsch für Der rosa Elefant im Klassenraum – Machtmissbrauch in der Schule (Deutschlandfunk Kultur, 8. April 2022).
- Printmedien: Tobias Scharnagl für trotz allem. Die Zeit, 10. Juni 2021.
- Sonderpreis: Anja Krug-Metzinger für Menschenaffen – Eine Geschichte von Gefühl und Geist (ARTE, 8. Mai 2021).

2023
- Fernsehen (Hauptpreis): Christoph Goldbeck und Ilka aus der Mark für die Dokumentation Marie will alles – Durchstarten mit Downsyndrom (beauftragt von rbb/SWR/NDR, ausgestrahlt in der ARD am 24. Januar 2022).[5]
- Radio: Katja Paysen-Petersen, Eckhart Querner und Christian Wölfel, siebenteiliger Podcast über die Katholische Integrierte Gemeinde (KIG)
- Printmedien: Moritz Aisslinger für das Dossier Das Lager der Vergessenen über das von der Weltöffentlichkeit vergessene Volk der Rohingya, Die Zeit, 9. März 2023.[6]
- Internet: Stipendiatinnen und Stipendiaten des ifp-Jahrgangs 2020 für ihren Podcast Unter anderen Umständen – Der Geburtspodcast für Zweifelnde (veröffentlicht am 25. September 2022).
- Sonderpreis: Sophia Maier für die RTL-Reportage Ist unsere Demokratie in Gefahr?